# 為什麼你不閉嘴？
「為什麼你不閉嘴？」（西班牙語：¿Por qué no te callas?，發音：[poɾˈke no te ˈkaʎas]）是2007年在智利聖地亞哥舉行的第17屆伊比利亞-美洲高峰會中，時任西班牙國王胡安·卡洛斯一世公開責罵委內瑞拉總統查維茲多番打斷西班牙首相薩帕特羅發言的話語。此句話被報導後在西班牙語圈引起轟動，並造成網路爆紅現象，被惡搞為電話鈴聲、域名、比賽口號、T卹標語、YouTube的視頻等。

## 經過

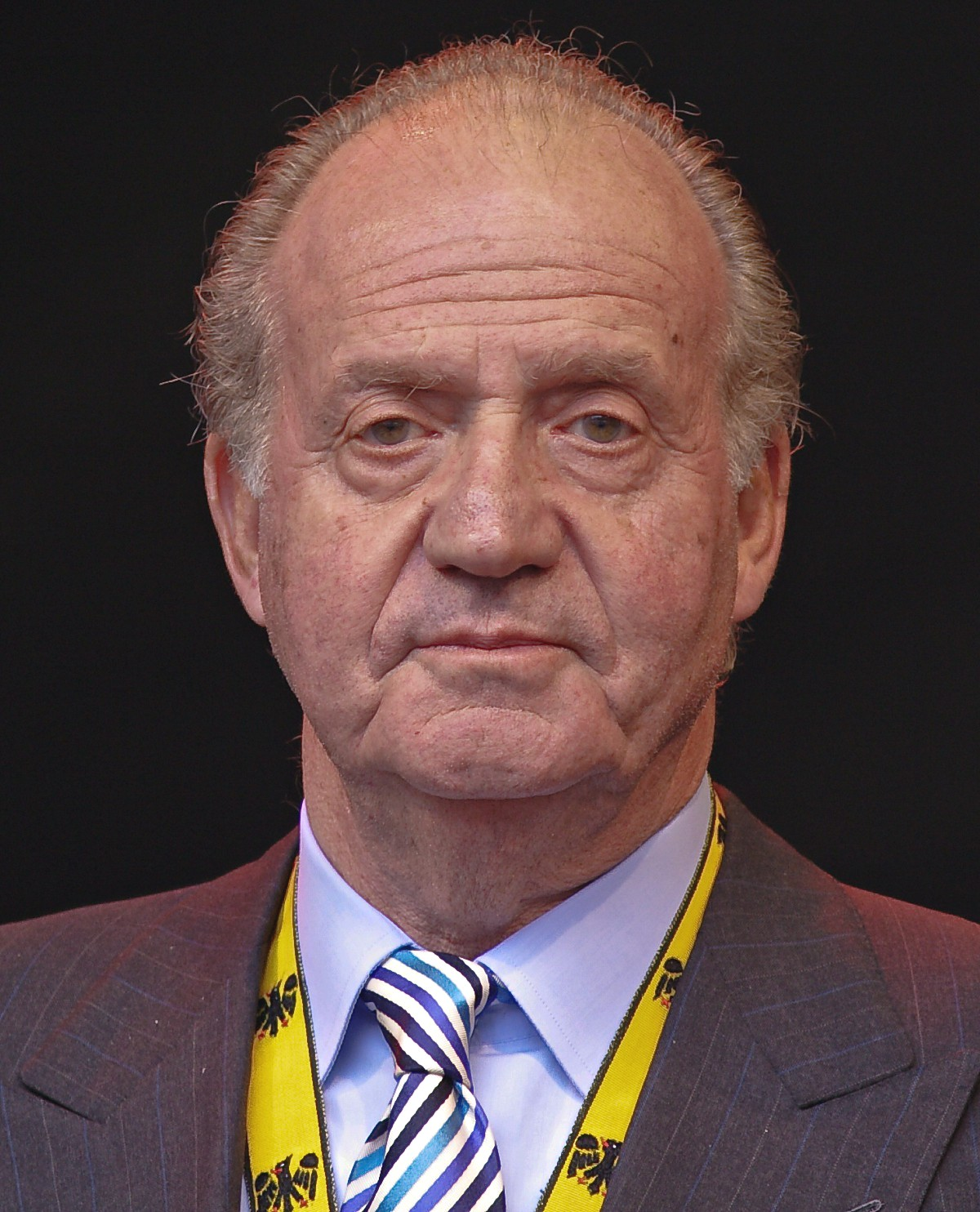
西班牙國王胡安·卡洛斯一世，不滿首相薩帕特羅的話語被查維茲屢屢打斷，怒斥：「為什麼你不閉嘴？」一語驚人，惹起牽連大波。

2007年11月7日的伊比利亚—美洲領袖高峰會議中，左派的委內瑞拉總統查維茲多番打斷同為左派的西班牙首相薩帕特羅的話語，譴責右派的前西班牙首相何塞·瑪麗亞·阿斯納爾是法西斯，並說：「蛇都比法西斯主義者還像人類。」查維茲亦指稱阿斯納爾曾支持2002年意在推翻他的未遂軍事政變。薩帕特羅則表明拉丁美洲需要吸引更多外國資本來解決長期性貧困，但查維茲的社會主義政策嚇得投資者對拉丁美洲卻步。
查維茲的語氣漸轉尖銳，強烈批評薩帕特羅，儘管薩帕特羅本身非常反對前任阿斯納爾的政策，但為阿斯納爾辯護，指出阿斯納爾是民選出來，「西班牙人民的合法代表」。
雖然查維茲的麥克風已關掉，他仍舊繼續打斷薩帕特羅為阿斯納爾辯護的話。在兩者對話期間，坐在薩帕特羅旁的西班牙國王胡安·卡洛斯按捺不住，指向查維茲道：「你！」（¡Tú!）查維茲依然故我，胡安·卡洛斯俯身向前，轉頭望住查維茲道：「為什麼你不閉嘴？」查維茲和薩帕特羅稍稍注意他，依樣持續地爭論，毫不在意胡安·卡洛斯的話，但此事被報導以後，這句話廣為流傳。西班牙語中，代词「你」（Tú）通常是用於朋友，家人或小孩。在其他本应使用尊称“您”（Usted）的情況，使用“你”可能被視為不敬。
稍後，尼加拉瓜總統丹尼爾·奧爾特加抨擊西班牙干預該國選舉，並抱怨在尼加拉瓜活動的西班牙能源公司後，胡安·卡洛斯怒氣沖沖離開了會議廳。這一事件是史無前例的，因為胡安·卡洛斯從來沒有在公眾面前如此展現憤怒過。
根據智利報章《民族報》報導，此事件是胡安·卡洛斯一系列王室形象事件之一。《紐約時報》分析這此事件，曝露了「西班牙和她的前殖民地之間複雜的關係」。
萨帕特罗：Solamente quería, presidenta Bachelet, hacer una manifestación en torno a las... las palabras pronunciadas por el presidente de Venezuela, por el presidente Hugo Chávez, en relación con el expresidente del Gobierno de España, con el señor Aznar; quiero expresar, presidente Hugo Chávez, que estamos en una mesa en la que hay gobiernos democráticos, que representan a sus ciudadanos en una comunidad iberoamericana, que tienen como principios esenciales el respeto, el respeto. Se puede estar en las antípodas de una posición ideológica, no seré yo el que esté cerca de las ideas de Aznar, pero el expresidente Aznar fue elegido por los españoles, y exijo, exijo...

查韦斯：Dígale a él que respete la dignidad de nuestro pueblo.

萨帕特罗：Exijo...

西班牙国王：¡Tú!

萨帕特罗：Un momentín...

查韦斯：Dígale lo mismo a él.

萨帕特罗：Exijo... exijo ese respeto, por una razón, además...

查韦斯：Dígale usted lo mismo a él, presidente.

萨帕特罗：Por supuesto.

查韦斯：Dígale lo mismo a él...

萨帕特罗：Por supuesto.

查韦斯：Porque él anda irrespetando a Venezuela por todas partes, yo tengo derecho a defender...

萨帕特罗：Bien...

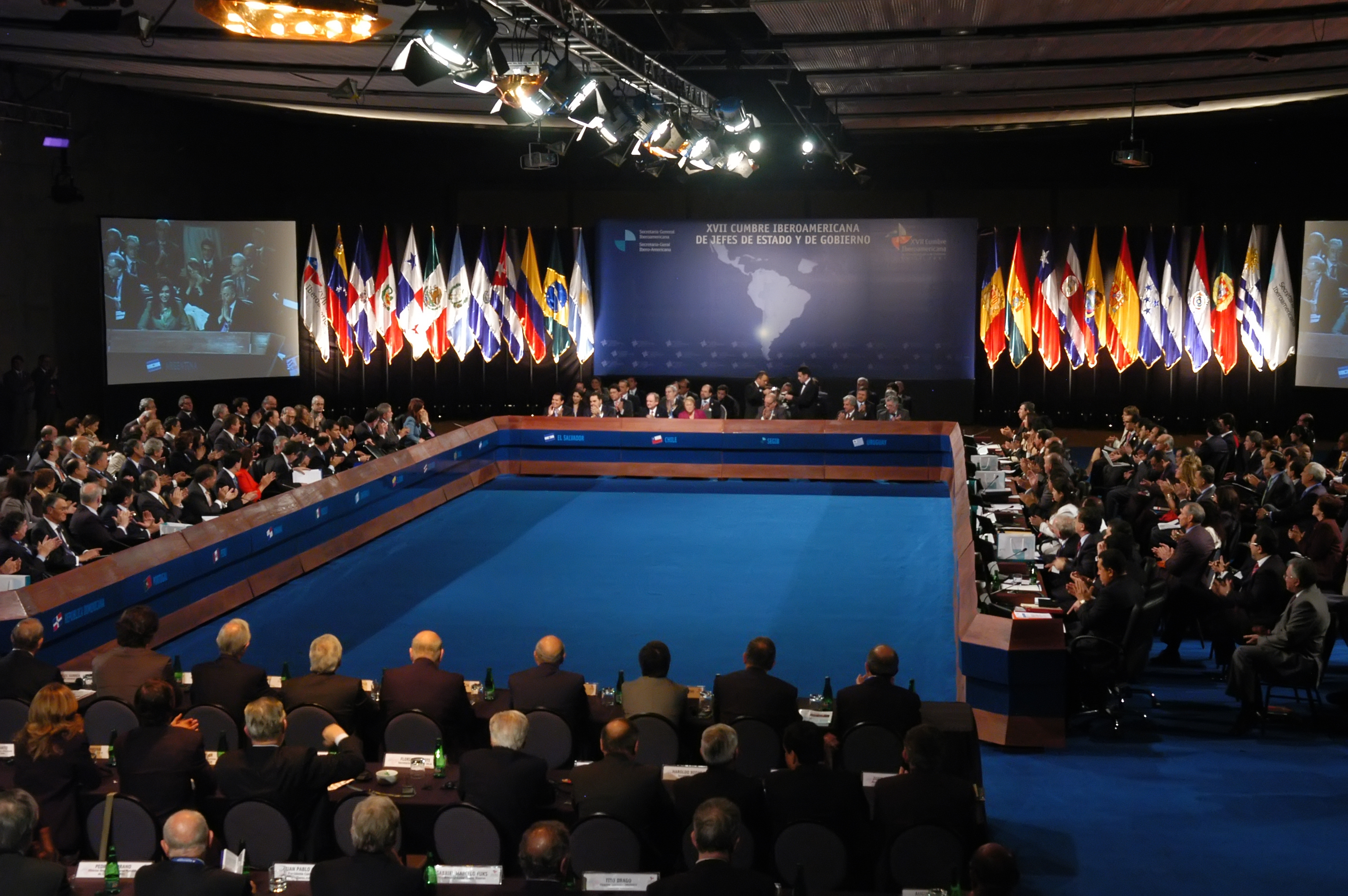
2007年伊比利亚-美洲高峰會會場一景，胡安·卡洛斯、薩帕特羅、查維茲坐在會議室右方。

西班牙国王：¿Por qué no te callas?

巴切莱特：Por favor, no hagamos diálogo; han tenido tiempo para plantear su posición. Presidente, termine, y deprisa.

萨帕特罗：Yo... sí, un momentín.

查韦斯：Yo no puedo aceptar esta posición del presidente Zapatero.

萨帕特罗：Presidente Hugo Chávez...

查韦斯：Podrá ser español el presidente Aznar, pero es un fascista y es una falta de respeto.

萨帕特罗：Presidente Hugo Chávez, creo que hay una esencia y un principio en el diálogo, y es que, para respetar, y para ser respetado, debemos de procurar no caer en la descalificación. Se puede discrepar radicalmente de las ideas, denunciar las ideas, los comportamientos, sin caer en la descalificación. Nunca. Bueno, yo, lo que quiero expresar, lo que quiero expresar, es que es una buena forma de poder trabajar, entendernos en favor de nuestros pueblos, de nuestros pueblos, que nos respetemos, a los representantes democráticos, y pido, pido, presidenta Bachelet, que esa sea una norma de conducta en un foro que representa a los ciudadanos: que respetemos a todos nuestros dirigentes, a todos los gobernantes y exgobernantes de los países que formamos esta comunidad. Creo que es un buen principio, y estoy... deseo fervientemente, deseo fervientemente que ése sea un código de conducta, porque las formas dan el ser a las cosas, y se puede discrepar radicalmente de todo respetando a las personas; ése es el principio para que uno luego pueda ser respetado.
Y estoy seguro de que toda esta mesa y todos los latinoamericanos quieren que todos los gobernantes democráticos, que estamos aquí en representación del pueblo, seamos respetados, hoy y mañana, aunque discrepemos profundamente de las ideas que tengamos.

## 反應

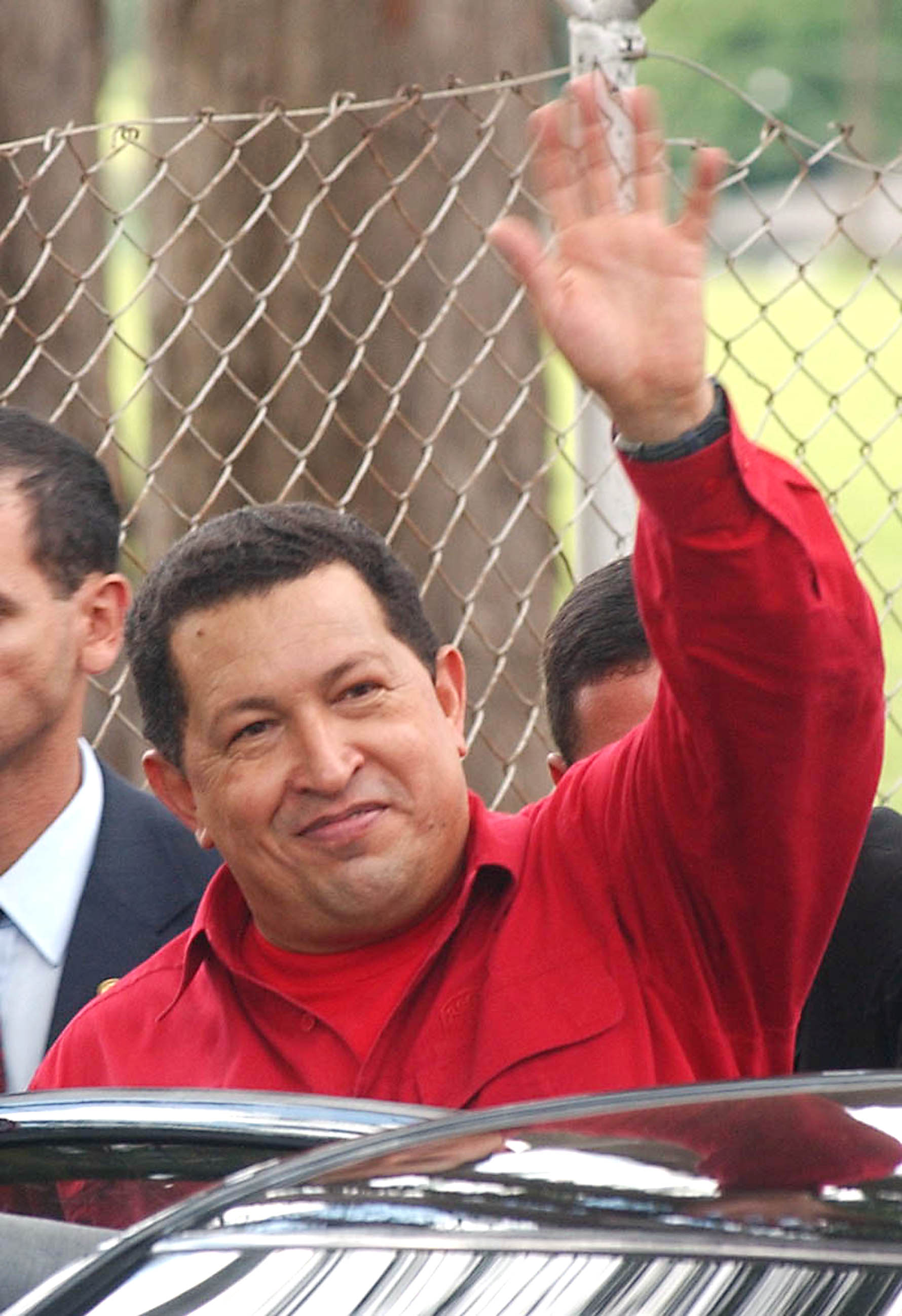
委內瑞拉總統烏戈·查維茲認為胡安·卡洛斯無權阻止他發言，要求胡安·卡洛斯為其言行道歉。

由於這事件，烏戈·查維茲發言針對胡安·卡洛斯，質疑他在民主政治中的合法性，也質疑他是否知道，並於2002年批准委內瑞拉的未遂政變。烏戈·查維茲為自己對阿斯納爾的抨擊辯護，指出胡安·卡洛斯禁止他抨擊阿斯納爾，等同納粹德國禁止抨擊希特勒。他表示將改變委內瑞拉對西班牙的立場，增加監視在委內瑞拉活動的西班牙公司，過去十年西班牙一直是委內瑞拉主要的投資者和貿易夥伴。西班牙政府則感激國王對薩帕特羅維護西班牙人民代表尊嚴時的反應。
在事件發生後幾天，查維茲要求胡安·卡洛斯道歉，並警告西班牙，他會檢討西班牙的投資，採取外交手段和行動對付在委內瑞拉的桑坦德銀行和毕尔巴鄂比斯开银行。他指責國王的言語顯示西班牙氣焰囂張，將導致南美洲再次出現類似委內瑞拉的英雄，例如西蒙·玻利瓦尔。西班牙外交官擔心，查維茲可能調整他社會主義攻擊對象，美國帝國主義之外順帶攻擊所謂的「西班牙帝國主義」。查維茲談到委內瑞拉的原住民，表示西班牙：「他們割人們的喉嚨、肢解成碎片，將他們趕離城鎮和村莊之外－那就是西班牙帝國在這裡幹的好事！」西班牙外交部否認「為什麼你不閉嘴？」一事是西班牙欲在該國對南美的關係中當上凌駕性角色。一些分析師說，查維茲利用此類事件「在他的基礎支持者中煽風點火，他們大多數都是窮人，在家裡用生硬的語言訴說他們對富裕國家於拉丁美洲投資的疑慮。」
根據《洛杉磯時報》的評論，不知怎樣比較兩個男人在事件中誰更糟糕：「查維茲粗野且缺乏禮節。」而胡安·卡洛斯則侮辱他國領導人。表示胡安·卡洛斯的話為西班牙殖民地獨立二百週年升溫。在事件發生後的幾天，委內瑞拉國營電視台出現胡安·卡洛斯和西班牙獨裁者弗朗西斯科·佛朗哥的畫面，國王被描繪為獨裁者的走狗，但是均沒有提及1978年西班牙憲法公投確立王室的地位，也沒有提到胡安·卡洛斯在1981年未遂軍事政變中的關鍵角色等事實。
國王的言語在其他南美領導人中反應分歧。巴西總統路易斯·伊納西奧·盧拉·達席爾瓦站在查維茲一邊，而秘魯總統阿蘭·加西亞·佩雷斯和薩爾瓦多總統埃利亞斯·安東尼奧·薩卡則支持國王。
《華盛頓郵報》編者指出：「西班牙語世界為這句話議論紛紛。」並建議胡安·卡洛斯應該問其他在座的領導人：「為什麼你不說話？」

## 後續事件
事件發生後一個星期，《華爾街日報》寫道，查維茲一星期內又被另一名國王斥責。查維茲在2007年11月17日晚於沙特阿拉伯首都利雅得石油輸出國組織首腦會議中道：「OPEC應該成為一個革命化、政治化的組織。」國王阿卜杜拉·本·阿卜杜勒－阿齊茲·阿勒沙特提醒查維茲，石油不應被用來作衝突的工具。查維茲講話後便離開會議，被一群記者包圍，查維茲正想穿越記者組成的人牆，向記者道：「現在我正想去洗手間小便……你想我尿在你身上？」於是，路透社報導：「西班牙國王不能讓查維茲住口，不過膀胱可以。」
事件兩週後，智利總統米歇爾·巴切萊特透露，她曾禮貌地要求查維茲避免在首腦會議發表爭議言論，坦然希望在會後才討論此事，為了顧及影響諸如智利等國家的石油價格。又再兩週後，哥倫比亞總統阿爾瓦羅·烏里韋·貝萊斯指責查維茲介入與哥倫比亞革命武裝力量的人質談判：「破壞和平協議，說話經常不合時宜，掏空我国外長耐性。」正式結束談判。
2013年，这一短语被一间名为Entorno Inteligente的媒体重新提起，委内瑞拉现任总统尼古拉斯·马杜罗也被该媒体讽刺为“不成熟的人”（西班牙語：in-maduro）。

## 人氣句子

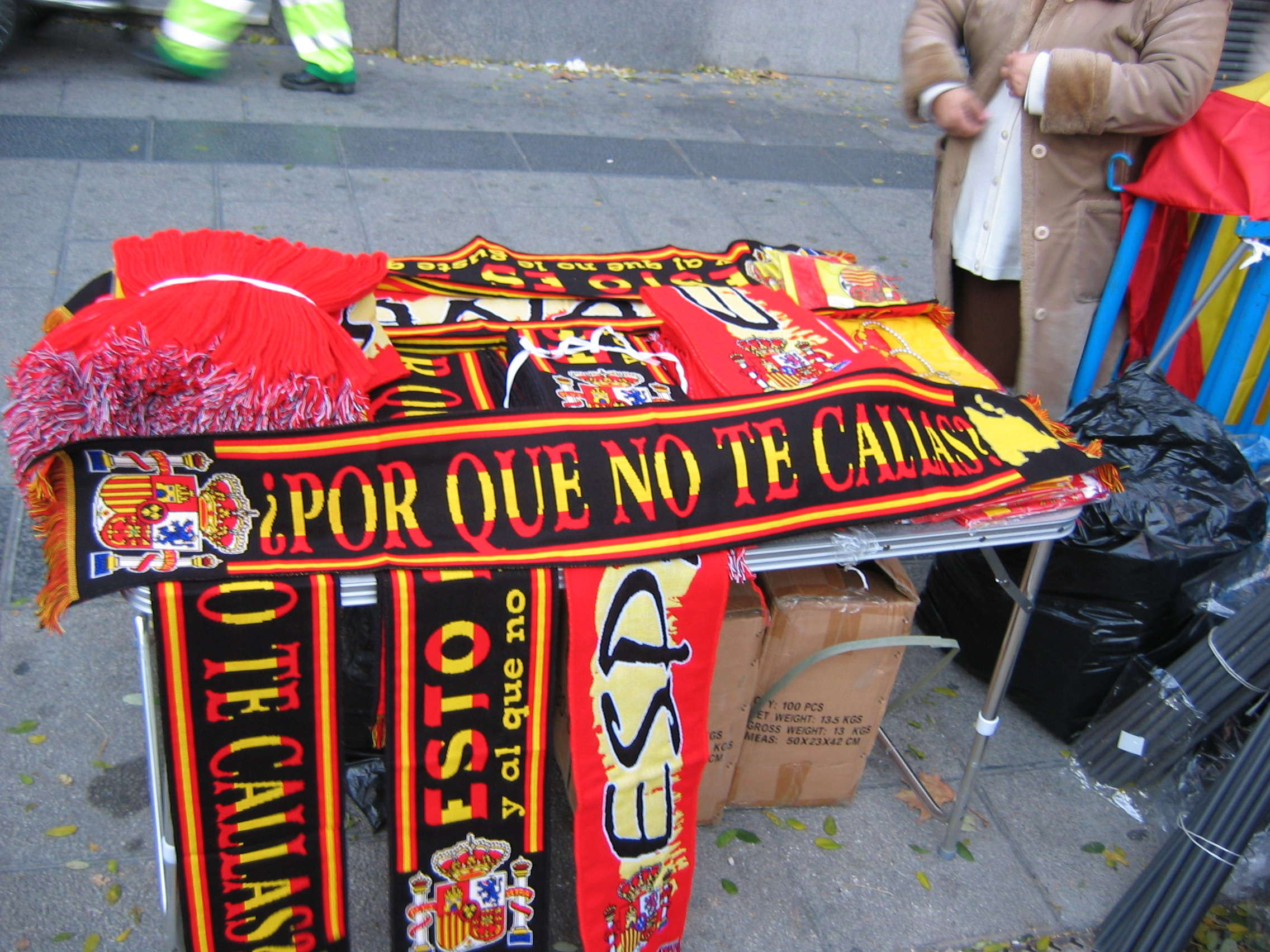
写有“你怎么还不闭嘴”字样的围巾

西班牙首相薩帕特羅說，他並沒有意識經歷了一個值得紀念的時刻，直到他回到家裡，長女與他打招呼：「為什麼你不閉嘴？」逗得他們都笑了。
國王的話語成為流行文化，從手機鈴聲，T卹標題，甚至成為問候語。域名porquenotecallas.com於2007年11月16日在eBay以4,600美元成交。Youtube播放胡安·卡洛斯和查維茲衝突的短片點擊率暴升，有人將事件改編成傳統西班牙歌曲。這句短語催生了無數媒體文章、笑話、歌曲、視訊，甚至手機鈴聲，不停的響著 「為什麼你不閉嘴？」截至2007年11月14日，有關短語谷歌搜查器已有665,000點擊率，YouTube有610部有關影片。美國佛羅里達州和得克薩斯州的企業家將短語印在T卹上，在eBay和其他地方推銷。這句話已成為旅居邁阿密和西班牙的委內瑞拉人之中的問候語，和查維茲對手的口號。在西班牙，估計有50萬人下載短語為電話鈴聲，賺取150萬歐羅（200萬美元）的銷售額。
事件發生不到24小時，已有電台體育評論員引用短句來評論足球比賽的爭議事件，西班牙短片比賽宣佈有關事件的短片為最好的作品。《辛辛那提問詢報》社論建議此句話不久將來可以列入名言之一，認為歷史提供了許多例子，在恰到好處的時間說出正確的話，所含的力量非常巨大，改變歷史進程。被激怒的國王胡安·卡洛斯一世斥責委內瑞拉總統烏戈·查維茲：「為什麼你不閉嘴？」短時間已經成為炙手可熱的互聯網名句和手機鈴聲，最後將會媲美美國總統朗奴·列根的名言：「戈爾巴喬夫先生，推倒這堵牆！」
《洛杉磯時報》說：「很難讓西班牙語世界停止談論事件，它為墨西哥城到馬德里的諷刺作家提供『糧草』。」浪潮影響新聞頭條、電影和Youtube，國王的話語印在T卹，成為手機鈴聲。在墨西哥城，事件改編為諷刺小品；在薩爾瓦多的首都，這句話成為了一個俏皮的問候語。《悉尼先驅晨報》報導，如果國王要求版權費，可會賺得數百萬計歐元，網路上已經出現戲妨罗纳尔迪尼奥的耐克廣告「Juan do it. Just shut up.」加拿大加拿大廣播公司表示短語用來銷售咖啡杯，而手機鈴聲是用演員的聲音來模仿國王的聲音，避免相關法律問題。2008年歐洲歌唱大賽西班牙出賽選手歌曲Baila el Chiki-chiki，正是改編自「為什麼你不閉嘴？」事件，巴西樂隊Jota Quest歌曲La Plata，也是改編此事件。
反對查維茲政府的示威者已採納了這句話作自己的口號，印有短語的T卹「NO」字被放大，代表呼籲投票反對2007年委內瑞拉修訂憲法公投。超過100,000人遊行抗議查維茲提出憲法修訂，「為什麼你不閉嘴？」這句話用作嘲諷查維茲。
2007年12月11日，秘鲁前总统阿尔韦托·藤森接受庭审时为自己辩护时声称“我是无辜的”（¡Soy inocente!），但这句话的音频很快就被秘鲁网民与西班牙国王的“为什么你还不闭嘴”剪辑衔接并制成手机铃声，以讽刺藤森。
在阿根廷，一個電視節目叫「為什麼你不閉嘴？」於2007年12月6日開播。2010年世界杯西班牙球迷將句子印在海報和頸巾上，為國家助威。

## 變體
緊急西班牙語基金會和智利語言學院表示，句子出自君王之口，是一個特定的情況，應書以感嘆號而不是問號「¡Por qué no te callas!」，也可以配合感嘆號和問號寫為「¡¿Por qué no te callas?!」或「¿¡Por qué no te callas!?」。

## 外部連結
- （西班牙文） Video of the incident - El País - El Rey a Chávez: "¿Por qué no te callas?" （页面存档备份，存于）（無字幕）
- YouTube上與該事件相關的視訊（英文字幕）
- 優酷上與該事件相關的視訊 （页面存档备份，存于）（無字幕）
- Diehl, Jackson. . The Washington Post. 2007-11-19: A17  [2007-11-10]. （原始内容存档于2017-09-20）.